# كريستيان كوك (لاعب اللاكروس)
كريستيان كوك (بالإنجليزية: Christian Cook)‏ هو لاعب اللاكروس أمريكي، ولد في 3 يونيو 1975 في دنفر في الولايات المتحدة.